# Credenhill
Credenhill es una localidad situada en el condado de Herefordshire, en Inglaterra (Reino Unido). Tiene una población estimada, a mediados de 2019, de 2507 habitantes.
Se encuentra ubicada al suroeste de la región Midlands del Oeste, al norte de Bristol, al suroeste de Birmingham y cerca de la frontera con Gales.